# Julio Buschmann Aubel
Julio Jorge Buschmann Aubel (Osorno, 23 de agosto de 1934-16 de septiembre de 2003) fue un jinete chileno de rodeo, además de un destacado criador de caballos chilenos.
Nació en Osorno, Chile, el 23 de agosto de 1934 y contrajo matrimonio con Ximena Guillermina Saavedra Achondo, unión de la cual nacieron tres hijos.
Como corralero, ganó el Campeonato Nacional de Rodeo de 1979, junto a Ricardo de la Fuente, en "Rastrojo" y "Agora Qué", cuando ambos defendían los colores del Club de Rodeo René Soriano Bórquez de Osorno.
Después de ese destacado triunfo se inscribió en la historia grande del deporte osornino, al estar a la altura de grandes corredores que fueron campeones de Chile representando a Osorno, como Alejandro y Julio Hott, Eduardo Siebert, Raúl González, Carlos y Arno Gaedicke, Ricardo de la Fuente, Ubaldo García, Samuel Parot, Eduardo Tamayo, Luis Domínguez, Alberto Schwalm, Enrique Schwalm, Alejandro Alvariño y Héctor Navarro.
Julio Buschmann, propietario del Criadero Bellavista, uno de los más antiguos de Osorno y que heredó de su padre, fue también socio de la Sociedad Agrícola y Ganadera de Osorno (Sago).

## Fallecimiento
A la edad de 69 años y víctima de una falla cardiaca, falleció la madrugada del 16 de septiembre de 2003 en Santiago.

## Campeonatos nacionales
| Año  | Collera              | Caballos                 | Puntaje | Asociación |
| ---- | -------------------- | ------------------------ | ------- | ---------- |
| 1979 | Ricardo de la Fuente | "Rastrojo" y "Agora qué" | 22      | Osorno     |